# Somebody Dance with Me
«Somebody Dance with Me» (en español: Alguien baile conmigo) es una canción del artista suizo DJ BoBo. Fue lanzada en noviembre de 1992 como el segundo sencillo de su álbum debut, Dance with Me (1993).
La canción está, en algunas partes, basada en un sampleo tomado de Somebody's Watching Me del estadounidense Rockwell. Fue el primer gran éxito de DJ BoBo, alcanzando la cima de Swiss Hitparade; el swiss singles chart oficial. También fue un éxito número uno en Portugal, Suecia y Suiza.

## Rendimiento
Fue un gran éxito en las listas de éxitos en Europa y Australia. Sigue siendo una de las canciones más exitosas de DJ BoBo hasta la fecha, alcanzando el número uno en Portugal, Suecia y Suiza. El sencillo llegó al Top 10 también en Austria (número tres), Finlandia, Alemania, Noruega (número tres) y los Países Bajos (número tres). Además, fue un éxito Top 20 en Australia y Dinamarca, así como en el Eurochart Hot 100,donde alcanzó el número 11 en septiembre de 1993. Y en el European Dance Radio Chart,"Somebody Dance with Me" llegó al número 14. No se posiyó en el UK Singles Chart en el Reino Unido. Obtuvo un disco de oro en Alemania,Australia e Israel.

## Videoclip
Un video musical de muy bajo presupuesto, según DJ BoBo con solamente 3.000 francos suizos, fue filmado completamente en un lugar con una audiencia y una interpretación de varios bailarines.
Se muestra un concierto de DJ BoBo, se representa la visión de una videograbadora que filma al artista y la cantante Emel Aykanat (la voz femenina de la canción), También bailarines acompañan con llamativas coreografías.
El videoclip no fue subido a YouTube de manera oficial, en su lugar hay interpretaciones en vivo. El oficial con otra cantante (una interpretación en vivo) fue subido en agosto de 2009 y contaba más de 30.1 millones de visualizaciones en diciembre de 2021.

## Remady 2013 Mix
En 2013 el productor musical suizo Remady lanzó un remix de la canción con DJ BoBo y Manu-L, como homenaje al 20 aniversario del éxito que llegó al número uno de las listas en 1993.

### Videoclip
El video musical fue dirigido por Combo Entertainment.
Comienza con DJ BoBo vestido con una chándal negro adidas y tocando el éxito original en su magnetófono de casete mientras pasa frente a un grafiti, inscrito con el año 1993. Moviendo la grabadora con su pie, se revela un grafiti adyacente que muestra 2013. Manu-L canta la canción en un estudio de grabación, DJ BoBo rapea y bailarines realizan break dance delante de los grafitis.

Fue subido a YouTube por la compañía discográfica en junio de 2013 y contaba más de 1.8 millones de visualizaciones en diciembre de 2021.

### Rendimiento en listas
| Gráfico (2013)              | Peakposition |
| --------------------------- | ------------ |
| Suiza (Schweizer Hitparade) | 4            |